# Трдкова
Трдкова (словен. Trdkova, мађ. Türke) је насељено место у општини Кузма, Помурска регија, Словенија.

## Географија
Трдкова се налази на тромеђи Словеније, Аустрије и Мађарске.

## Историја
До територијалне реорганизације у Словенији била је у саставу старе општине Мурска Собота.

## Становништво
У попису становништва из 2011. године, Трдкова је имала 178 становника.
| Број становника према пописима | Број становника према пописима | Број становника према пописима |
| ------------------------------ | ------------------------------ | ------------------------------ |
| 1991                           | 2002                           | 2011                           |
| 242                            | 207                            | 178                            |

## Галерија
- Евхаристијски крст (Крст пријатељства) на тромеђи Словеније, Аустрије и Мађарске
- гранични камен на тромеђи
- ватрогасна станица
- панорама
- детаљ